# Flucht vom Planet der Affen
Flucht vom Planet der Affen (Originaltitel: Escape from the Planet of the Apes; korrekte Übersetzung: Flucht vom Planeten der Affen) ist ein Science-Fiction-Film aus dem Jahr 1971 von Don Taylor. Der Film stellt die Fortsetzung von Planet der Affen aus dem Jahr 1968 und Rückkehr zum Planet der Affen aus dem Jahr 1970 dar.

## Handlung
Im Jahr 1973 treibt vor der südkalifornischen Küste ein Raumschiff im Pazifik. Eine Einheit der US-Navy bekommt den Auftrag, es zu bergen. Wie sich herausstellt, handelt es sich bei dem Raumschiff um das von Colonel Taylor, das auf der Erde seit über zwei Jahren als vermisst gilt. Doch als sich das Raumschiff öffnet, entsteigen ihm keine Menschen, sondern drei Schimpansen: Cornelius, Zira und Milo. Um sie zu untersuchen, werden sie in die Krankenstation des Zoos von Los Angeles gebracht. Dort führen der Tierpsychiater Dr. Dixon und die Tierärztin Dr. Branton mit ihnen Experimente durch. Zira ist von den auf gewöhnliche Tiere ausgerichteten Experimenten unterfordert und bald genervt, sodass ihr ein Satz herausrutscht, obwohl die Schimpansen untereinander vereinbart hatten, nicht zu sprechen, bis sie wissen würden, wem sie vertrauen können. Kurz darauf wird Milo von einem Gorilla aus dem Nachbarkäfig angegriffen und getötet.
In Windeseile verbreitet sich die Nachricht von den sprechenden Affen auf der ganzen Welt. Der US-Präsident beruft nun eine Untersuchungskommission ein, zu der auch Dr. Otto Hasslein, der oberste wissenschaftliche Berater des Präsidenten, gehört. Dort offenbart Zira, dass sie aus der Zukunft der Erde kämen. Dass sie Colonel Taylor kannten, in ihrer Welt Menschen die Position von Tieren einnähmen und sie aus ihrem Raumschiff beobachtet hätten, wie die gesamte Erde zerstört worden sei, erzählen sie später nur Dr. Dixon und Dr. Branton, zu denen sie Vertrauen gefasst haben.
Da sich Zira und Cornelius als friedliche und zivilisierte Wesen herausstellen, müssen sie nicht mehr im Käfig im Zoo leben, sondern werden in einem Hotel untergebracht, neu eingekleidet und nehmen an gesellschaftlichen Veranstaltungen der Menschen teil. Bald stellt sich heraus, dass Zira schwanger ist. Als sie aufgrund dessen einmal ohnmächtig wird, nutzt Dr. Hasslein die Situation und begleitet sie auf ihr Zimmer, wo er sie mit Champagner betrunken macht, den Zira nur unter dem Namen Traubensaftperle (im Original: grape juice plus) kennt und der, so versichert Dr. Hasslein, für ihre Schwangerschaft genau das richtige Getränk sei. Er stellt Zira Fragen und lässt heimlich ein Tonband mitlaufen. Dabei erfährt er von der Zerstörung der Erde; auf die Frage nach dem genauen Zeitpunkt kann Zira allerdings nur die ersten drei Ziffern nennen. Als Dr. Hasslein mit diesen Informationen zum Präsidenten geht, erfährt er von diesem, dass NASA-Experten das Jahr von den "Datenmessern" des Raumschiffs als 4955 (im Originalton 3955) entziffern konnten. Nach einem erneuten geheimen Zusammentreffen der Kommission empfiehlt diese dem Präsidenten, Zira und Cornelius auf der Militärbasis Lager 11 zu internieren und unter der Leitung von Dr. Hasslein von der CIA verhören zu lassen.
Cornelius erzählt im Verhör die Vorgeschichte: Eine Seuche hatte auf der Erde Hunde und Katzen befallen, sodass diese getötet werden mussten und die Menschen keine Haustiere mehr hatten. So nahm sich der Mensch als neues Haustier den primitiven Affen, der aber immer noch 20-mal intelligenter war als ihre bisherigen Haustiere. Die Affen entwickelten sich über die Jahrhunderte weiter und wurden zu Dienern der Menschen, wollten sich aber mit ihrer Versklavung nicht abfinden, und eines Tages sprach ein Schimpanse namens Aldo als Erster gegenüber seinem Herrn das Wort „Nein“ aus.
Dr. Hasslein lässt Zira nun ein Wahrheitsserum verabreichen und leitet ihre danach auf Band aufgezeichneten Aussagen an die Kommission weiter. Diese kommt daraufhin zu folgenden Ergebnissen: Es gibt keine Belege einer Feindseligkeit der beiden Affen gegenüber der menschlichen Spezies. Was die Affen den Menschen in der Zukunft antun werden, wäre auch nichts anderes, als das, was Menschen den Affen und Tieren in der Gegenwart antun. Da die Nachkommen der Affen in den nächsten Jahrhunderten jedoch eine zunehmende Gefahr für die menschliche Spezies darstellen und diese beherrschen könnten, soll das ungeborene Kind von Zira abgetrieben und beide Affen sterilisiert werden.
Es gelingt Zira und Cornelius, aus dem Lager zu fliehen. Bei der hochschwangeren Zira setzen kurz darauf schon die Wehen ein. Auf der Flucht treffen sie zufällig auf Dr. Branton und werden zum Zirkus des mit ihr befreundeten Armando gebracht, der bereit ist, ihnen zu helfen. Im Zirkus wird Ziras Kind geboren, dem sie den Namen Milo gibt. Dr. Dixon erfährt, dass man nun vorhat, auch im Zirkus nach ihnen zu suchen, sodass Cornelius und Zira mit ihrem Kind von dort flüchten müssen. Sie verstecken sich am Hafen in einem verlassenen Schiff, doch Dr. Hasslein ist ihnen auf den Fersen und findet sie auch. Er erschießt Zira und ihr Baby. Daraufhin schießt Cornelius auf Dr. Hasslein und wird selbst von den herangeeilten Soldaten erschossen. Mit letzter Kraft wirft Zira ihr totes Baby über Bord und legt sich zum Sterben neben den getöteten Cornelius.
In der letzten Einstellung sieht man Zirkusdirektor Armando scheinbar mit dem zuvor geborenen Affenbaby seiner Schimpansin Heloise. Doch das Affenbaby spricht gerade sein erstes Wort: „Mama“. Es stellt sich als das Baby von Zira heraus, das von ihr zuvor im Zirkus heimlich ausgetauscht worden ist.

## Synchronisation
Die deutsche Synchronisation wurde von der Berliner Synchron erstellt. Dialogbuch führte Ruth Leschin, Dialogregie Konrad Wagner.
| Rolle                   | Darsteller        | Deutsche Stimme          |
| ----------------------- | ----------------- | ------------------------ |
| Cornelius               | Roddy McDowall    | Andreas Mannkopff        |
| Zira                    | Kim Hunter        | Renate Danz              |
| Dr. Lewis Dixon         | Bradford Dillman  | Joachim Kemmer           |
| Dr. Stephanie Branton   | Natalie Trundy    | Brigitte Grothum         |
| Dr. Otto Hasslein       | Eric Braeden      | Michael Chevalier        |
| Der Präsident           | William Windom    | Heinz Petruo             |
| Armando                 | Ricardo Montalbán | Peer Schmidt             |
| Kommissionsvorsitzender | John Randolph     | Konrad Wagner            |
| E-1                     | Albert Salmi      | Friedrich Georg Beckhaus |
| TV-Nachrichtensprecher  | Bill Bonds        | Erich Nieswandt          |

## Produktion, Veröffentlichung
Die Produktionskosten wurden auf 2,5 Millionen US-Dollar geschätzt. In den Kinos der USA spielte der Film rund 12,3 Millionen US-Dollar ein.
Kinostart in den USA war am 21. Mai 1971, in Deutschland am 12. August 1971.

## Kritik
„Unter den Fortsetzungsfilmen zum ‚Planet der Affen‘ eine interessante Variation, die – wenn auch nicht ohne Klischees – Zivilisationskritik übt und manche satirische Spitze auf die zeitgenössische Medienwelt abfeuert.“

## Fortsetzungen
1972: Eroberung vom Planet der Affen

1973: Die Schlacht um den Planet der Affen